# Jaghut
Jaghut, Jaghus (arab. يغوث, Yaghūth) – w mitologii arabskiej człowiek bądź bóstwo.
Jaghut był bóstwem deszczu. Sanktuarium Jaghuta znajdowało się na północy Jemenu. Przedstawiano go w postaci lwa. Przedstawienie to miało symbolizować słońce.
Wedle relacji Ibn al-Kalbiego Jaghut żył niegdyś na Ziemi jako człowiek, pomiędzy czasami Adama i Ewy, a czasem potopu za życia Noego. Odznaczał się prawością i pobożnością. W tych samych, przedpotopowych czasach żyli także Ja'uk i Nasr, którzy odznaczali się takimi samymi, jak on, zaletami. Gdy ich życie dobiegło końca, rodziny czcigodnych mężów pogrążyły się w żałobie. Wtedy pojawił się Kabil. Człowiek ten, wywodzący się z plemienia Banu, zaproponował pogrążonym w żalu rodzinom, że wykona posągi przedstawiające ich umarłych bliskich, w tym Jaghuta. Rodziny wyraziły zgodę. Kbil wykonał rzeźnę przedstawiającą Jaghuta, tak jak i pozostałych prawych mężów.
Rzeźby te stały się przemiotem czci. Obchodzono je wokoło. Czczono je nawet, gdy zmarli wszyscy pamiętający sprawiedliwych mężów sprzed potopu. W ten oto sposób narodził się kult, gdyż posągom zaczęto oddawać cześć boską.
W ten oto sposób Ibn al-Kalbi stara się wytłumaczyć zrodzenie się kultu przedislamskiego bóstwa, którego zostało wyparte przez islam. Jego imię pojawia się w Koranie. Mahomet wymienia Jaghuta i inne bóstwa politeizmu, wkładając ich imiona w usta ich wyznawców porwadzących polemikę z Noem. W LXXI Surze Koranu znajdują się słowa:

Nie pozostawiajcie Wadda, ani Suwa,
ani Jaghuta, ani Ja'uka, ani Nasra

Następnie następuje komentarz:

Oni wprowadzili w błąd wielu